# Jean-Louis Giasson
Jean-Louis Giasson PME (* 7. Dezember 1939 in L’Islet; † 12. Februar 2014 in Kanada) war römisch-katholischer Bischof von Yoro (Honduras).

## Leben
Jean-Louis Giasson trat 1965 der Ordensgemeinschaft der Société des Missions-Étrangères (PME) bei, legte am 13. Mai 1965 die Profess ab und empfing am 18. Dezember 1965 die Priesterweihe. 1966 ging er als Missionar nach Honduras. Er war Pfarrvikar in Goascorán im Departamento Valle (1967), Spiritual (1970) und Rektor des Kleinen Seminars „St. Joseph“ in der Hauptstadt Tegucigalpa (1971), Priester der Kathedrale von Choluteca (1980), Regionaloberer seines Ordens in Honduras (1973 und 2003), Pfarrer von El Corpus im Bistum Choluteca (1986), Spiritual und Ökonom des Seminario Menor Pablo VI (Knabenseminar) in Choluteca und Pfarrer von San José Obrero in Choluteca (1993).
Jean-Louis Giasson war von 1991 bis 2001 Generalvikar der Diözese Choluteca. Seit 2003 war er Regionaldirektor seines Ordens für Honduras.
Papst Benedikt XVI. ernannte ihn am 19. September 2005 zum Bischof von Yoro. Der Erzbischof von Tegucigalpa, Óscar Andrés Kardinal Rodríguez Maradiaga SDB, spendete ihm am 12. Dezember desselben Jahres die Bischofsweihe; Mitkonsekratoren waren Raúl Corriveau PME, Bischof von Choluteca, und Luis Alfonso Santos Villeda SDB, Bischof von Santa Rosa de Copán.
Papst Franziskus nahm am 21. Januar 2014 seinen vorzeitigen Rücktritt aus gesundheitlichen Gründen an; er verstarb am 12. Februar 2014 an den Folgen von Lungenkrebs.